# Boeing E-3 Sentry
Boeing E-3 Sentry – amerykański samolot wczesnego ostrzegania i dozoru przestrzeni powietrznej.

## Historia
W roku 1963 USAF zgłosiły zapotrzebowanie na AWACS (Airborne Warning And Control System) czyli powietrzny system wczesnego ostrzegania i kierowania. Boeing zaproponował model Boeing E-3A Sentry, który w kadłubie Boeinga 707-320 mieścił elastyczną, odporną na zakłócenia i wytrzymałą stację radarową oraz mógł służyć jako centrala dowodzenia, telekomunikacyjna i naprowadzająca. Najbardziej widoczną zmianą w nowym samolocie była zainstalowana na grzbiecie kadłuba duża konsola nawigacyjna, wewnątrz której zamontowano radar panoramiczny AN/APY-1 i radiowy system identyfikacji swój-obcy INF/TADIL C. Pierwszy EC-137D, tak bowiem ten model został nazwany przez Siły Powietrzne, został dostarczony 24 marca 1977 roku. Zmodernizowane wersje E-3B i E-3C używają radaru AN/APY-2. NATO wykorzystuje w Europie 17 sztuk E-3A (jedna maszyna rozbiła się w Grecji), które są obsługiwane przez wielonarodową załogę. Samoloty stacjonują w Niemczech, Norwegii, Turcji, Grecji i we Włoszech. Również Arabia Saudyjska, Wielka Brytania i Francja posiadają AWACS-y w swych lotniczych siłach zbrojnych.